# فيلي براون
فيلي براون (بالإنجليزية: Willie Brown)‏ (20 أكتوبر 1922 في المملكة المتحدة - 1 يناير 1978) هو مدرب كرة قدم ولاعب كرة قدم بريطاني (وحمل سابقاً جنسية المملكة المتحدة لبريطانيا العظمى وأيرلندا) في مركز الظهير. لعب مع بريستون نورث إيند وغريمسبي تاون وكوين أوف ساوث وإلغين سيتي ‏.

## وصلات خارجية
- فيلي براون على موقع قاعدة بيانات كرة القدم.إي يو (الإنجليزية)